# بلام بيبي
بلام بيبي (Plum Baby) هي شركة في المملكة المتحدة تنتج الأغذية العضوية للأطفال، ومقرها في تابلو. في أغسطس 2014م أعلنت الشركة أنها ستتوقف عن التداول. جاء هذا الإعلان بعد عدد من عمليات سحب المنتجات في عام 2013م.
تأسست في عام 2004م من قبل سوزي ويليس، الطاهي السابق في فندق سافوي، أنتجت الشركة الطعام العضوي للرضع والأطفال. تم بيع المنتجات في جميع المتاجر الكبرى في المملكة المتحدة بما في ذلك Ocado. تم وضع الشركة في نهاية سوق أغذية الأطفال، وفي وقت ما كانت حصة الشركة 4٪ من قطاع أغذية الأطفال في المملكة المتحدة، بقيمة 11 مليون جنيه استرليني. كانت بيبي بلوم عضوًا في المزارعين الزراعيين العضوية.

## التاريخ
تأسست "plum baby" في تابلو في عام 2004 من قبل سوزي وبادي ويليس، وتم إطلاقها في فبراير 2006م. وخلال 12 شهرًا من إطلاقها، كانت منتجات الشركة متوفرة في 2500 محل تجاري كبير. قام المم}سسين ببيع الشركة لصالح شركة داروين برايفت إكويتي في مايو 2010 في صفقة تقدر قيمتها بـ 10 ملايين جنيه إسترليني. في يناير 2013 تم بيع شركة Plum Baby إلى شركة Plum organics الأمريكية، و في يونيو 2013 تم الحصول على شركة plum organics من قبل شركة Campbell Soup.
في عام 2013، اشترت شركة Campbell Soup شركة Plum Organics باستخدام الائتمان المتاح.
في نوفمبر 2013، شركة plum organics سحبت العديد من منتجات أغذية الأطفال لخلل في التلف.
تم إغلاق شركة Plum Organics في أغسطس 2014.

## المنتجات
كان لدى شركة بلام بيبي 38 نوعًا من المنتجات تضم المرحلة الأولى إلى الثالثة من طعام الرضع والأطفال، وجبات خفيفة وغيرها. تم وصف جميع منتجات Plum Baby  بأنها عضوية بنسبة 100٪.
تم بيع الطعام الرطب في أكياس قابلة للإغلاق تحتوي على ألومينيوم، محصورة بين طبقتين من البلاستيك، مما أدى إلى استبعاد الحاجة إلى المواد الحافظة، مما يعني أن الطعام يمكن معالجته إلى الحد الأدنى. لم يكن الألمنيوم على اتصال مباشر بالطعام لضمان أمانه للاستهلاك. تم سحب العديد من الأكياس حيث فشلت الأختام على بعض خطوط طعام الأطفال مما تسبب في تلف المحتويات.
لا تحتوي منتجات Plum Baby على سكر أو ملح أو ماء مضاف أو أي إضافات، أرقام E أو المنتجات المعدلة وراثيا. كانت Plum Baby Organics التي أعدت طعام الأطفال مغذية أكثر بالمقارنة مع الماركات الأخرى بسبب مادة الكينوا المضافة.